# 2019年世界陸上競技選手権大会ギニアビサウ選手団
2019年世界陸上競技選手権大会ギニアビサウ選手団は、2019年9月27日から10月6日までカタールのドーハで開催された第17回世界陸上競技選手権大会のギニアビサウ選手団。

## 選手団
- 人員: 選手 1人

## 選手名簿・結果
| ブライマ・サンカー・ダボ | 男子5000m | 18分10秒74 PB | 35位 (19着) | 予選敗退 | 予選敗退 | 予選敗退 | 予選敗退 |